# Bosentino
Bosentino (Bosentin o Bosentim in dialetto trentino) è una frazione di 827 abitanti del comune dell'Altopiano della Vigolana, nella provincia autonoma di Trento. Fino al 31 dicembre 2015 ha costituito un comune autonomo.

## Geografia fisica

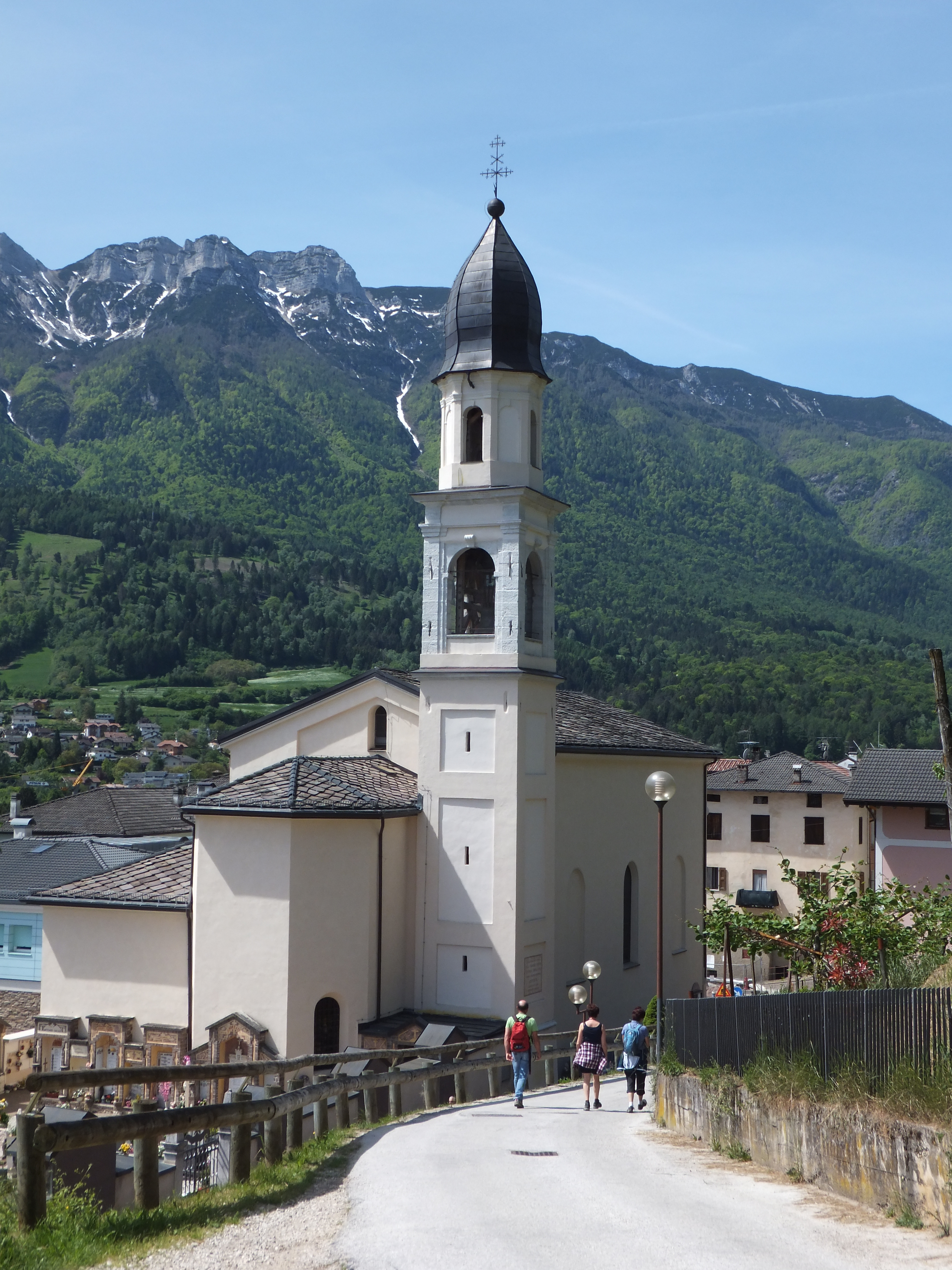
La chiesa di San Giuseppe

Il paese è posto ad un'altitudine di 688 m s.l.m., sulle pendici del monte di Bosentino (o Boschét), sul margine est dell'Altopiano della Vigolana, di fronte al lago di Caldonazzo.
La frazione è costituita da due abitati: Bosentino e Migazzone.

## Origini del nome
Bosentino deriva probabilmente da buccina, uno strumento a fiato, oppure da buxus (dal latino arbusto). Migazzone, l'altro abitato presente nella frazione, da mugo.

## Storia

### Dalle origini al medioevo
Le radici degli abitati di Bosentino e Migazzone affondano in epoca pre-romana, quando nell'VIII secolo vi furono infiltrazioni etrusche nella zona. Seguirono i galli cenomani e quindi i romani.
Vi sono notizie storiche di un antico castelliere poi distrutto e non più ricostruito. Al periodo delle invasioni barbariche del V secolo risalgono numerose tombe barbare rinvenute nella zona e i cui corredi sono conservati nei musei di Trento.
Nel 1020, insieme a Trento, Bosentino e Migazzone passarono sotto l'influenza del Principe Vescovo.

### Epoca moderna
Secondo la tradizione, nel luogo dove ora sorge la chiesa Madonna del Feles, all'inizio del XVII secolo ad un pastorello apparve la Vergine Maria. In quel luogo venne quindi eretta in un primo tempo un capitello votivo e nel 1729 la chiesa Madonna del Feles, più volte ampliata. Sul luogo è presente una pietra sulla quale si dice sia ancora impressa l'ombra della mano della Vergine.
Nel 1805, Bosentino, Vigolo Vattaro e Vattaro si aggregarono per formare il comune di Vigolo Vattaro. Riprese ad essere un comune a sé stante dal 1946 al 2016, quando venne definitivamente assorbito nel comune dell'Altopiano della Vigolana.

### Simboli
Stemma
Lo stemma era stato approvato con deliberazione della Giunta provinciale del 22 gennaio 1988 n. 306.
Corona: Murale di Comune. Ornamenti: A destra una fronda d'alloro fogliata al naturale fruttifera di rosso, a sinistra una fronda di quercia fogliata e ghiandifera al naturale, legate da un nodo d'argento.»
Gonfalone
Il gonfalone era stato approvato con deliberazione della Giunta provinciale del 6 luglio 1992, n. 8888.

## Monumenti e luoghi d'interesse

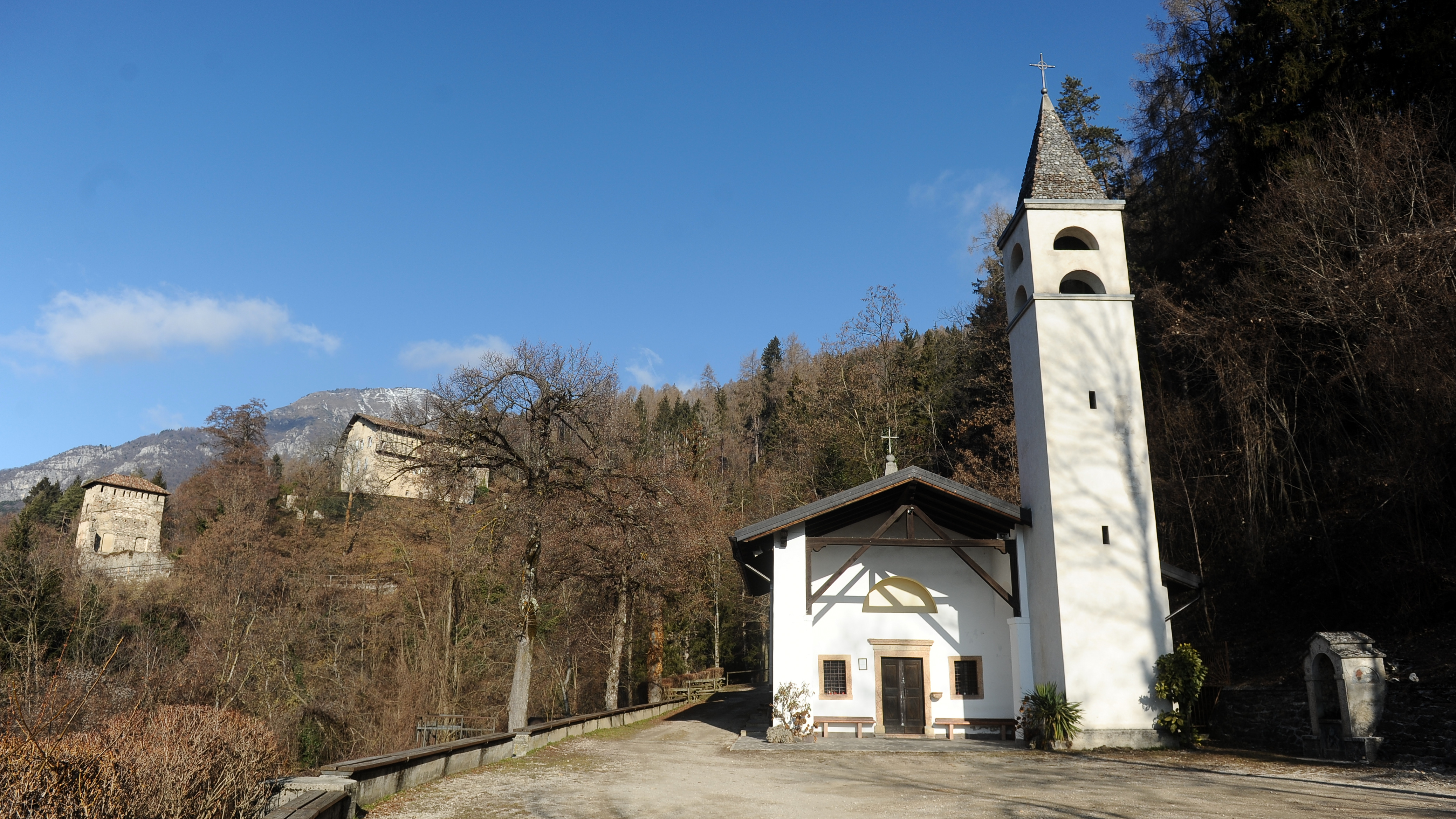
Il santuario della Madonna del Feles e, sullo sfondo, Castel Vigolo

### Architetture religiose
- Santuario della Beata Maria Vergine del Feles
- Chiesa del Patrocinio di San Giuseppe

### Architetture militari
- Castel Vigolo (fortezza rinascimentale)

## Società

### Evoluzione demografica
Abitanti censiti

### Tradizioni e folclore
- La Sgalmerada: storica manifestazione folcloristica, nata attorno agli anni '70 per opera di Ernesto Perazzolli di Biagio Sava, Ruggero Andreatta e molte altre persone. Si tratta di una corsa non competitiva, lungo le vie di Bosentino; si calzano le "galmere", in dialetto trentino, le scarpe di un tempo e si passeggia in allegra compagnia.
- La Strozega: evento ricorrente in cui tutti i bambini percorrono le strade del paese trascinando barattoli legati con un filo di ferro con lo scopo di chiamare Santa Lucia